# Unione della Gioventù Ceca
L'Unione della Gioventù Ceca (in ceco Svaz české mládeže, SČM) è stata un'organizzazione giovanile creata dal Fronte Nazionale dei Cechi e degli Slovacchi nel maggio 1945. Nel 1949 l'SČM confluì nell'Unione della Gioventù Cecoslovacca guidata dal Partito Comunista di Cecoslovacchia.

## Storia
Il 12 maggio 1945, la coalizione delle forze antifasciste del Fronte Nazionale dei Cechi e degli Slovacchi (Partito Comunista di Cecoslovacchia, Partito Nazionale Socialista Cecoslovacco e Partito Socialdemocratico Cecoslovacco) istituì la leadership provvisoria dell'Unione della Gioventù Ceca. L'SČM si presentò per la prima volta il 5 giugno 1945, durante una manifestazione nella Piazza della Città Vecchia a Praga, mentre il congresso fondativo si svolse dal 4 al 7 luglio a Pustevny, nel comune di Prostřední Bečva e vicino al monte Radhošt'. Il 6 luglio presenziarono i rappresentanti del governo (ministri Jaroslav Stránský, Václav Kopecký e Jozef Šoltész), il segretario dei Socialisti Nazionali e rappresentante della Regione di Moravia-Slesia Václav Hanák, il vicepresidente dei Socialisti Nazionali e membro del ramo slesiano del Comitato nazionale provinciale di Ostrava Antonín Dobeš, il tenente Krupov dell'Armata Rossa e i membri dell'esercito cecoslovacco Jaroslav Selner e Vladislav Květoň. Alla riunione dei delegati delle sedi regionali di Boemia e Moravia del 21-22 luglio 1945, fu eletto il Comitato centrale provvisorio dell'Unione guidato da Václav Koutný.
Alle riunioni del 6-7 settembre 1945, i rappresentanti del governo Zdeněk Nejedlý e Václav Kopecký, i rappresentanti del Comitato centrale nazionale per l'educazione fisica (Ústřední národní tělovýchovný výbor, ÚNTV), l'SČM e lo Junák (l'organizzazione scoutistica della Cecoslovacchia) concordarono all'unanimità "che l'educazione giovanile sarà organizzata esclusivamente dall'Unione giovanile ceca ". Il 10 settembre 1945, al congresso generale Junák nella biblioteca comunale di Praga, i rappresentanti delle unità scout di Boemia, Moravia, Slesia e Slovacchia, il ministro dell'istruzione Zdeněk Nejedlý, i rappresentanti dell'ÚNTV e l'SČM negoziarono per le condizioni dell'unificazione tra gli scout e l'SČM. L'organizzazione scoutistica venne unita all'Unione della Gioventù Ceca come "organo dell'educazione scout".
L'SČM entrò in un acceso conflitto con l'organizzazione giovanile del Partito Nazionale Socialista: prima delle elezioni parlamentari del 1946, i giovani del ČSNS programmarono un congresso dal 10 al 12 maggio 1946. L'SČM dichiarò in risposta le "Giornate della gioventù gioiosa" nelle stesse date. La riluttanza del SČM a concordare un'altra data diede quindi alla gioventù del ČSNS un motivo per ritirarsi dall'Unione giovanile ceca e rimuovere tutti i suoi membri.
Dal 4 al 6 luglio 1946, a Zlín si riunirono in congresso l'Unione della Gioventù Ceca e dell'Unione della Gioventù Slovacca per delineare una possibile fusione.
Nel 1947 venne organizzato a Praga il I Festival mondiale della gioventù e degli studenti, il cui principale esponente cecoslovacco era l'Unione della Gioventù Ceca. Il 24 aprile 1949, l'SČM si fuse assieme ad altre organizzazioni giovanili nell'Unione della Gioventù Cecoslovacca (ČSM) sotto la guida del Partito Comunista Cecoslovacco.

## Organizzazione

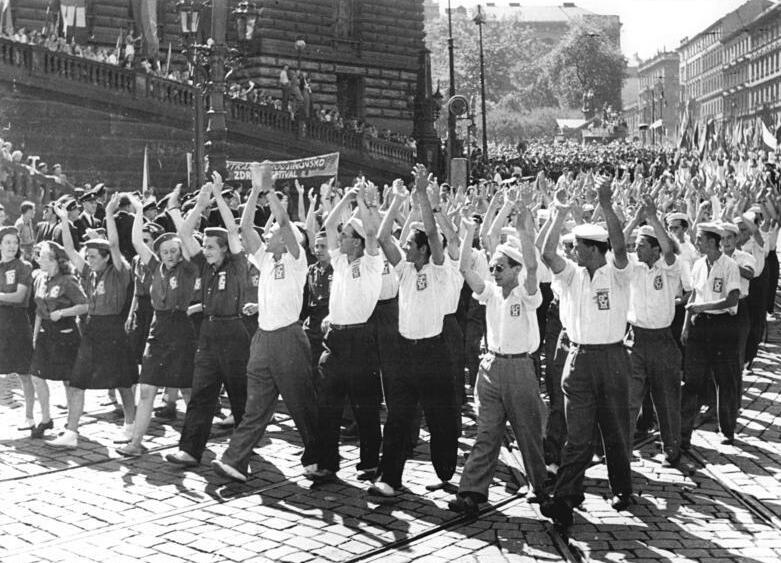
Delegazione in uniforme dell'Unione della Gioventù Ceca alla parata finale del I Festival Mondiale della Gioventù e degli Studenti a Praga, 1947.

La sede dell'SČM si trovava in un edificio all'angolo di Havlíčkovo náměstí n. 24 a Praga che ospitava gli uffici dell'ex Consiglio di fondazione per l'educazione giovanile in Boemia e Moravia. L'edificio venne inizialmente condiviso con l'Unione degli agricoltori cechi (Jednotný svaz českých zemědělců, JSČZ). Il primo corso di formazione degli ufficiali dell'SČM fu svolto anche nell'ex campo di addestramento Kuratoria a Čeperka, vicino Unhošť. L'organo ufficiale era il quotidiano Mladá fronta, stampato e pubblicato dall'omonima casa editrice Mladá fronta. Nel 1945 la redazione era diretta dal caporedattore, František Nečének, dal vice-caporedattore Jan Buda e dal redattore responsabile Jaromír Hořec.
Nell'aprile 1946, il quotidiano Mladá Fronta annunciò che l'Unione della gioventù ceca avrebbe indossato un'uniforme formata da una maglietta sportiva blu con sulla tasca l'emblema dell'Unione della gioventù ceca. L'uniforme comprendeva una cravatta e un berretto, con il distintivo SČM. Le ragazze avrebbero indossato una gonna blu mentre i ragazzi dei pantaloni scuri. In estate, i ragazzi potevano indossare pantaloncini blu di velluto.
La struttura organizzativa era basata su gruppi locali riuniti in comitati distrettuali. Ogni gruppo locale inviava due delegati per eleggere il comitato distrettuale che a sua volta eleggeva i comitati regionali che delegavano i propri rappresentanti all'elezione del Comitato centrale dell'SČM. Il Comitato Centrale era costituito dalle commissioni e dal Comitato esecutivo centrale.
Dopo tentativi temporanei di organizzare gli alunni nelle scuole di terzo grado in organizzazioni studentesche (Žákovské organizace, ŽO) e gruppi scolastici (Školske skupiny, ŠS) secondo il modello sovietico, il giornale ufficiale del Ministero dell'istruzione, della scienza e delle arti (Věstník Ministerstva školství, věd a umění) pubblicò nel febbraio 1948 le regole dell'organizzazione degli alunni nelle scuole di terzo grado, secondo cui l'SČM avrebbe dovuto stabilire dei suoi gruppi in tutte le scuole di terzo grado.